# 28. červen
28. červen je 179. den roku podle gregoriánského kalendáře (180. v přestupném roce). Do konce roku zbývá 186 dní. Svátek má Lubomír.

## Události

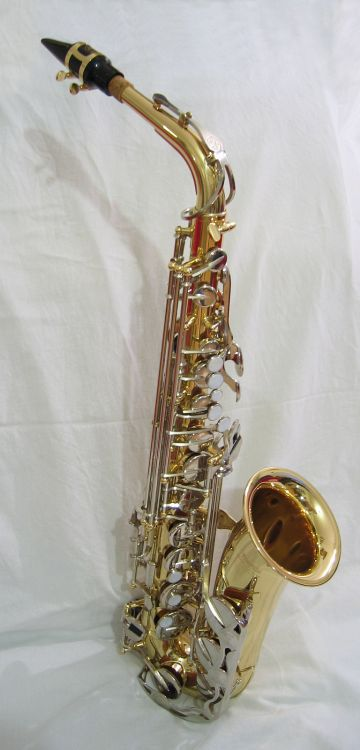
Saxofon

### Česko
- 1680 – Leopold I. vydal první robotní patent.
- 1758 – Sedmiletá válka: rakouský armádní sbor pod velením generála Laudona přepadl pruský zásobovací konvoj v bitvě u Guntramovic.
- 1881 – V době sporů při dělení pražské univerzity na českou a německou se poprali čeští a němečtí studenti, viz Chuchelská bitka.
- 2010 – Při železniční nehodě Ústí nad Labem zahynul strojvedoucí a 11 lidí bylo zraněno.

### Svět

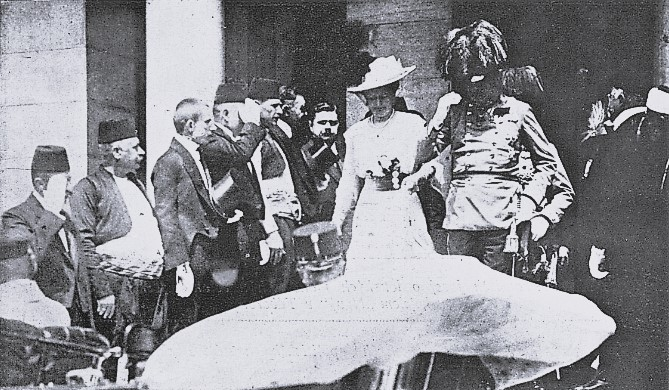
Arcivévoda Ferdinand s chotí Žofií opouštějí sarajevskou radnici

- 1389 – Srbové a jejich spojenci se střetli s vojskem Osmanské říše v bitvě na Kosově poli.
- 1519 – Zvolení Karla V. císařem Svaté říše římské.
- 1834 – V Paříži vyšel Mickiewičův básnický epos Pan Tadeáš.
- 1846 – Adolphe Sax si patentuje saxofon.
- 1866 – Prusko-rakouská válka: Odehrála se bitva u Mnichova Hradiště.
- 1914 – V Sarajevu byl spáchán atentát na následníka trůnu rakousko-uherské monarchie Františka Ferdinanda. Událost se stala záminkou k rozpoutání první světové války.
- 1919 – V Paříži byla podepsána Versailleská smlouva, jež formálně ukončila první světovou válku.
- 1922 – Začala Irská občanská válka.
- 1942 – Druhá světová válka: začala bitva u Voroněže.
- 1969 – V New Yorku vypukly Stonewallské nepokoje.
- 1974 – Časopis Nature uveřejnil studii Sherwooda Rowlanda a Mario J. Moliny o destrukci ozonové vrstvy vlivem odpadních freonů; ta se později stala základem světového boje proti ozonové díře.
- 1991 – v Budapešti byl podepsán protokol o rozpuštění Rady vzájemné hospodářské pomoci.
- 2003 – V čínské Šanghaji byl uveden do provozu nejdelší obloukový most na světě, dlouhý 3,9 km.
- 2016 – Při teroristickém útoku na Atatürkově letišti zemřelo 45 osob a dalších více než 230 bylo zraněno.

## Narození

### Česko

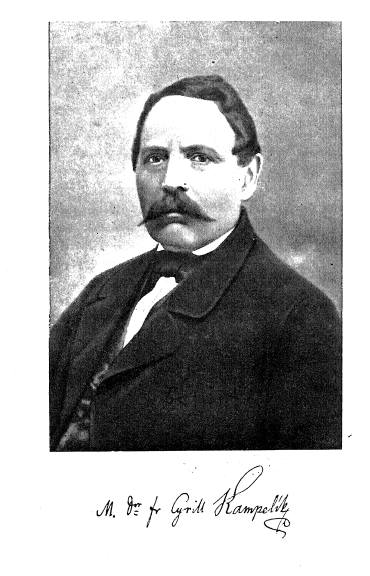
František Cyril Kampelík (* 1805; spisovatel)

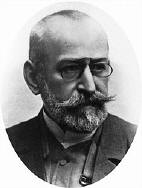
Hanuš Schwaiger (* 1854; výtvarník)

- 1732 – František Maxmilián Jan Podstatský-Thonsern, šlechtic, voják, zakladatel rodu Podstatský-Thonsern († 26. května 1787)
- 1805 – František Cyril Kampelík, lékař, národní buditel, spisovatel († 8. června 1872)
- 1808 – Franz von Hein, ministr spravedlnosti Rakouského císařství († 18. února 1890)
- 1821 – Maxmilian Mareček, hudební skladatel, dirigent a operní podnikatel českého původu († 14. května 1897)
- 1837 – Emil Johann Lauffer, malíř († 31. května 1909)
- 1854 – Hanuš Schwaiger, malíř, tvůrce fantaskních obrazů († 17. června 1912)
- 1870 – Jaroslav Auerswald, herec, režisér a výtvarník († 29. ledna 1931)
- 1878 – Petr Stránský, československý politik († 17. února 1949)
- 1887
  - Jarmila Hašková, novinářka a prozaička († 20. září 1931)
  - Boleslav Vomáčka, hudební kritik a skladatel († 7. července 1978)
- 1888
  - Alfons von Czibulka, česko-rakouský spisovatel a malíř († 22. října 1969)
  - Josef Rejlek, překladatel († 28. ledna 1958)
- 1892 – Ladislav Moulík, tělovýchovný pracovník a člen sokola, účastník druhého odboje († 6. března 1942)
- 1897 – Ladislav Kopřiva, československý komunistický politik, ministr národní bezpečnosti († 1971)
- 1906 – Lubomír Linhart, publicista († 10. června 1980)
- 1909 – Jindřich Praveček ml., dirigent a skladatel († 11. února 2000)
- 1912 – Zdeňka Švabíková, herečka († 27. června 1994)
- 1914 – Jaromír Hrbek, komunistický lékař, politik, strůjce čistek († 22. července 1992)
- 1916 – František Vaňák, katolický teolog († 14. září 1991)
- 1919 – Mirjam Bohatcová, historička a bibliografka († 22. srpna 2007)
- 1927 – Ladislav Rusek, skaut, výtvarník, publicista a básník († 27. července 2012)
- 1931 – Zdeněk Sázava, teolog
- 1934 – Miroslav Liďák, kreslíř a karikaturista († 1. prosince 1983)
- 1943
  - Alois Sikora, malíř, básník, ilustrátor
  - Petr Cincibuch, básník a prozaik
- 1948 – Jana Witthedová, básnířka a novinářka
- 1949 – Vladimír Suchánek, pedagog, filmový vědec a režisér
- 1952
  - Petr Lutka, folkový písničkář
  - Vladimír Vopálka, právník a vysokoškolský pedagog († 20. dubna 2014)
- 1953 – Pavel Posád, biskup
- 1954 – Jindřich Smetana, výtvarník, scénograf
- 1955 – Jenny Nowak, spisovatelka
- 1956 – Jiří Plieštik, sochař, grafický designér, fotograf a básník
- 1960
  - Petr Pazdera Payne, spisovatel
  - Karel Cudlín, fotograf
- 1963 – Viktor Kožený, podnikatel
- 1976 – Kateřina Holubcová, biatlonistka
- 1980 – Tom Komárek, hudební publicista († 16. července 2013)
- 1984 – Lenka Andrýsová, politička
- 1988 – Markéta Sluková, plážová volejbalistka
- 1989 – Kamila Nývltová, zpěvačka
- 1999 – Markéta Vondroušová, tenistka

### Svět

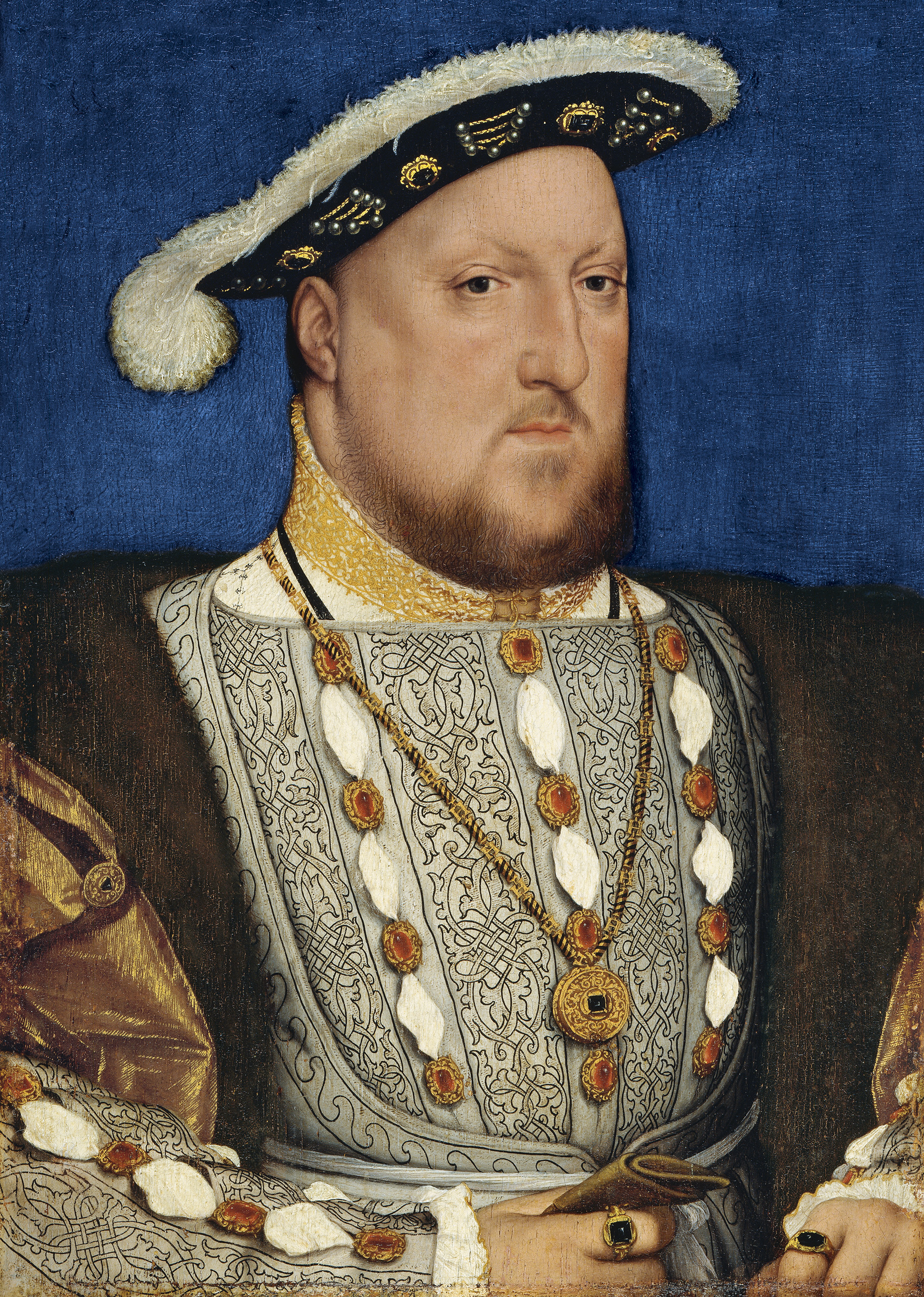
Jindřich VIII. Tudor (* 1491)

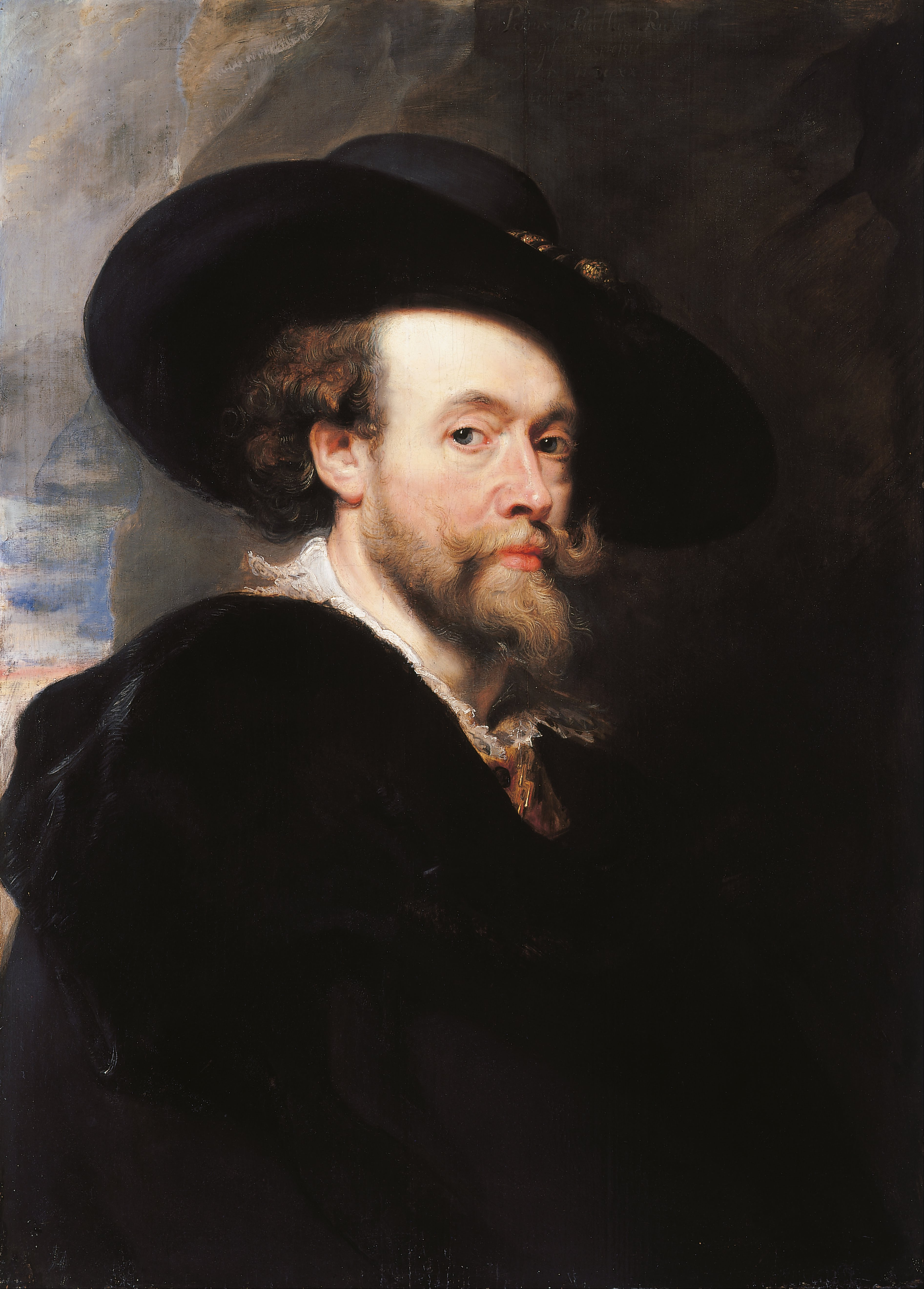
Peter Paul Rubens (* 1577)

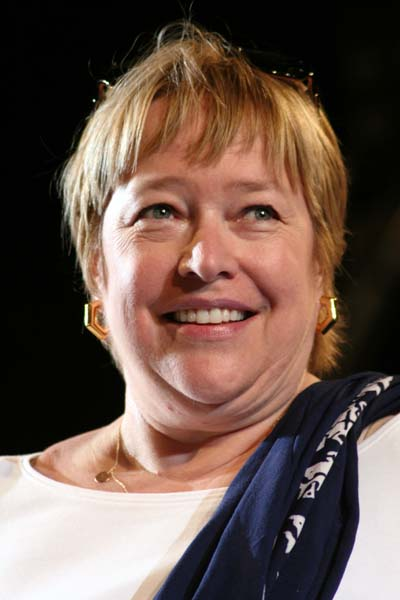
Kathy Batesová (* 1948)

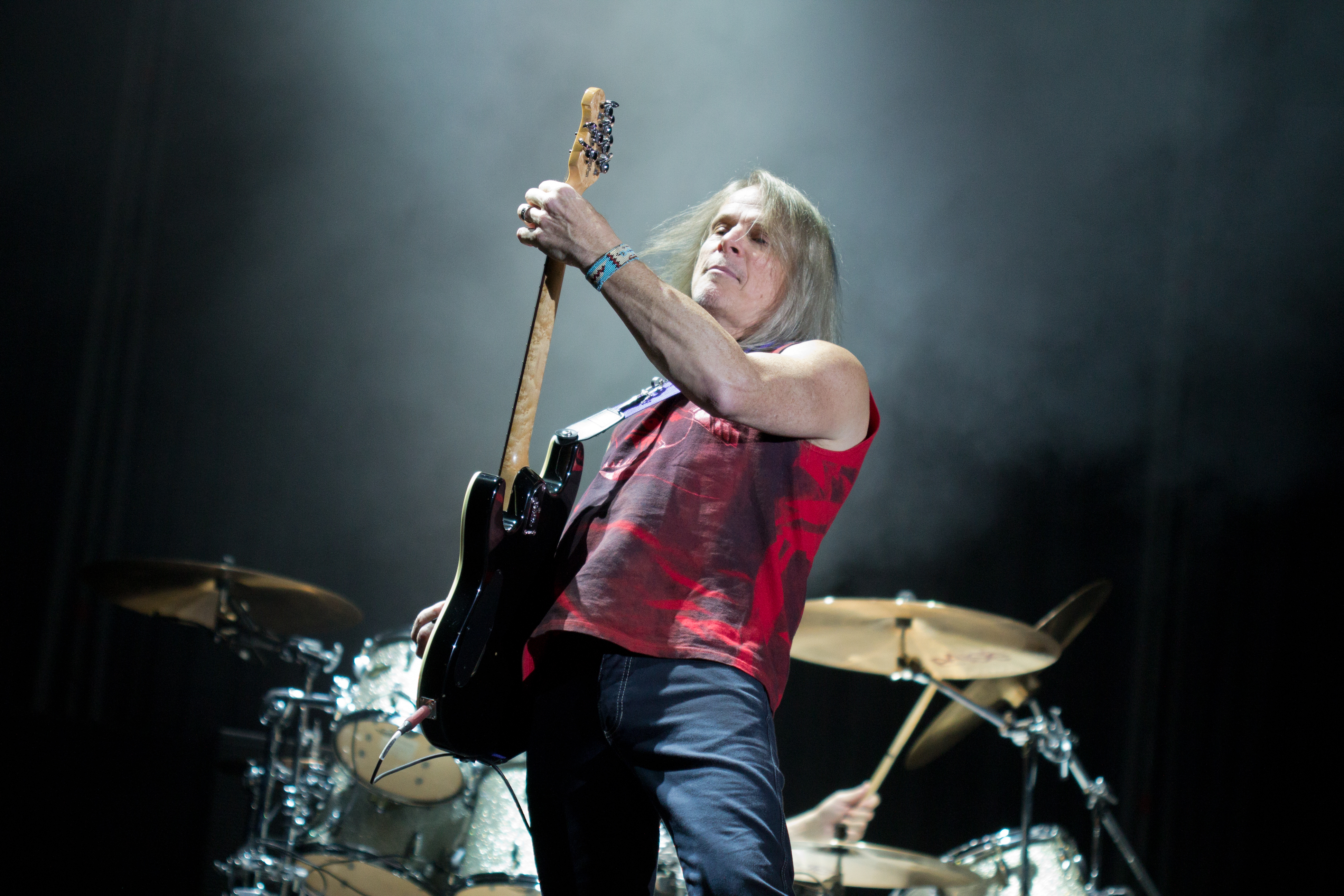
Steve Morse (* 1954)

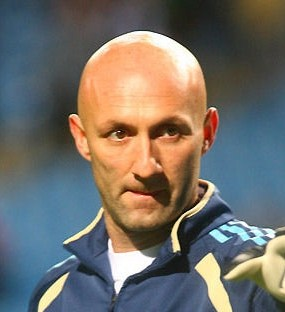
Fabien Barthez (* 1971)

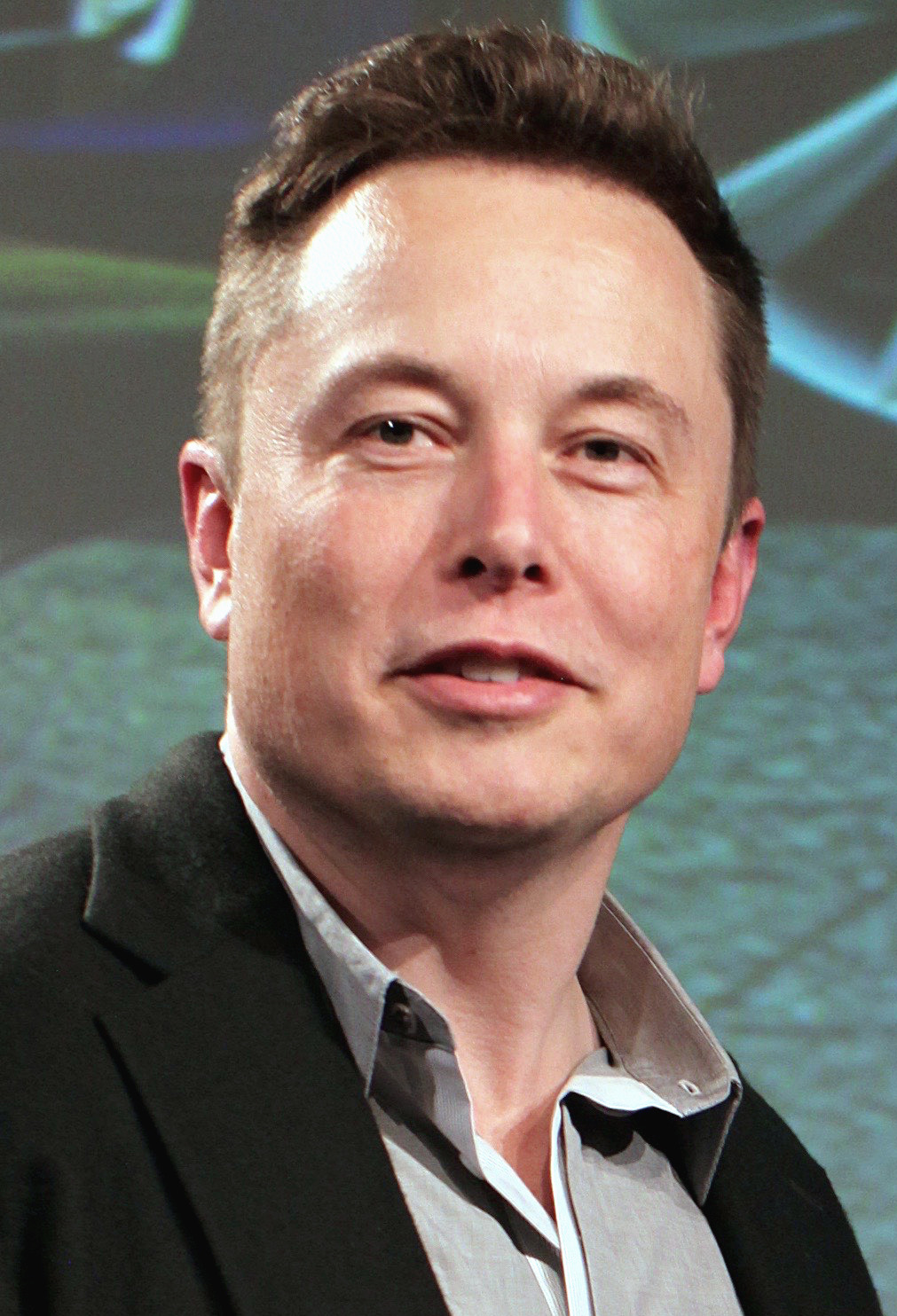
Elon Musk (* 1971)

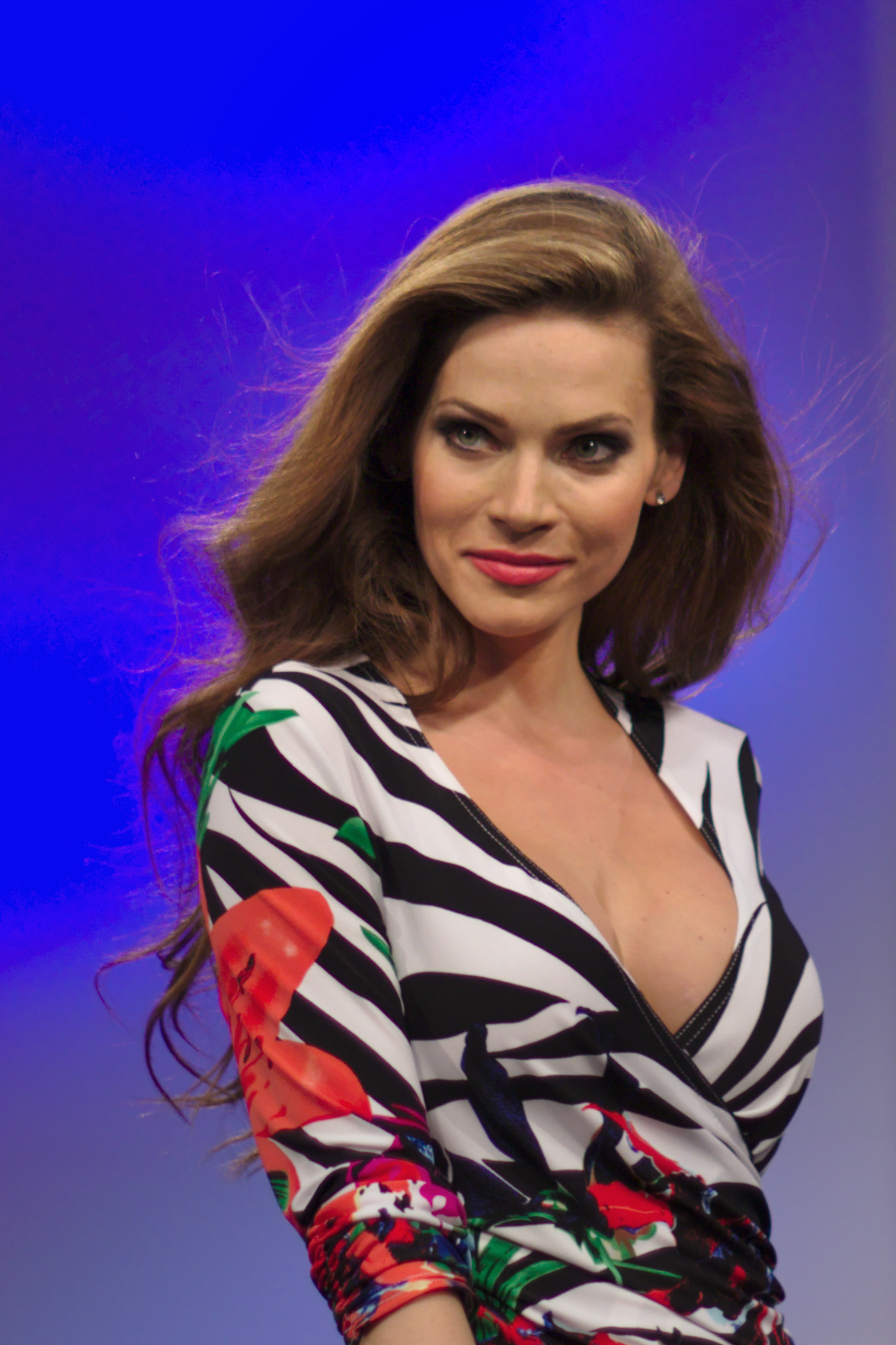
Andrea Verešová (* 1980)

- 1171 – Valdemar II. Vítězný, dánský král († 1241)
- 1476 – Pavel IV., papež († 1559)
- 1478 – Jan Aragonský a Kastilský, španělský následník trůnu († 1497)
- 1490 – Albrecht Braniborský, arcibiskup mohučský a magdeburský, kardinál († 24. září 1545)
- 1491 – Jindřich VIII. Tudor, král Anglie a Irska († 1547)
- 1577 – Peter Paul Rubens, vlámský malíř († 30. května 1640)
- 1586 – Primož Trubar, slovinský církevní reformátor († 9. června 1508)
- 1641 – Marie Kazimíra d’Arquien, polská královna, manželka Jana III. Sobieskiho († 30. ledna 1716)
- 1692 – Luisa Marie Teresa Stuartovna, dcera anglického krále Jakuba II. († 18. dubna 1712)
- 1712 – Jean Jacques Rousseau, francouzský filozof a spisovatel († 1778)
- 1746 – Jean-Sifrein Maury, francouzský kněz a spisovatel († 10. května 1817)
- 1754 – Claude François de Malet, francouzský generál († 1812)
- 1757 – Žofie Dorotea Hannoverská, pruská královna (* 16. března 1687)
- 1796 – Karolina Amálie Augustenburská, dánská královna, manželka krále Kristiána VIII. († 9. března 1881)
- 1799 – Amálie Württemberská, sasko-altenburská vévodkyně († 28. listopadu 1848)
- 1824 – Paul Broca, francouzský chirurg, anatom, histolog a patolog († 9. července 1880)
- 1831 – Joseph Joachim, maďarský houslista, dirigent a hudební skladatel († 15. srpna 1907)
- 1836 – Filip Zaleski, předlitavský státní úředník a politik († 24. září 1911)
- 1844 – Gerard Manley Hopkins, anglický filolog, teolog a básník († 1899)
- 1846 – Matúš Dula, slovenský politik († 13. června 1926)
- 1867
  - Francisco Bens, španělský voják, první guvernér Ria de Oro († 5. dubna 1949)
  - Luigi Pirandello, italský dramatik, prozaik a básník, nositel Nobelovy ceny († 1936)
- 1868 – Wacław Zaleski, ministr financí Předlitavska († 24. prosince 1913)
- 1873
  - Alexis Carrel, francouzský lékař, nositel Nobelovy ceny († 1944)
  - Vladimir Bonč-Brujevič, ruský bolševický žurnalista a spisovatel († 14. července 1955)
- 1874 – Ernst Cassirer, německo-americký filozof († 1945)
- 1875 – Henri Léon Lebesgue, francouzský matematik († 1941)
- 1883
  - Pierre Laval, politik vichistické Francie († 15. října 1945)
  - Joan Rivierová, britská psychoanalytička († 20. května 1962)
- 1886 – Ivan Konstantinovič Matrosov, ruský železniční inženýr a vynálezce († 30. října 1965)
- 1871 – Sergej Bulgakov, ruský filozof, ekonom a pravoslavný teolog († 12. července 1944)
- 1890 – Iván Hindy, maďarský vojenský velitel († 29. srpna 1946)
- 1892
  - Edward Carr, anglický diplomat, historik a politolog († 3. listopadu 1982)
  - Milunka Savić, srbská národní hrdinka († 5. října 1973)
- 1900 – Arthur Beer, německý astronom († 20. října 1980)
- 1902 – Richard Rodgers, americký hudební skladatel († 30. prosince 1979)
- 1905 – Mária Rázusová-Martáková, slovenská spisovatelka a překladatelka († 5. srpna 1964)
- 1906
  - Maria Göppertová-Mayerová, americká fyzička, Nobelova cena 1963 († 20. února 1972)
  - Benjamin Mazar, izraelský archeolog, historik († 9. září 1995)
- 1911 – Gerhard Stöck, německý olympijský vítěz v hodu oštěpem 1936 († 29. března 1985)
- 1912 – Carl Friedrich von Weizsäcker, německý fyzik, filozof a veřejný činitel († 2007)
- 1913 – Lev Nowakowski, polský kněz, mučedník, blahoslavený († 31. října 1939)
- 1914 – Aribert Heim, rakouský nacistický doktor, který působil v Mauthausenu († 1992)
- 1919 – Ion Dezideriu Sîrbu, rumunský filozof a spisovatel († 1989)
- 1921 – Pamulaparti Venkata Narasimha Rao, indický politik († 23. prosince 2004)
- 1924 – Lloyd LaBeach, panamský běžec († 17. února 1999)
- 1926
  - Mel Brooks, americký režisér a herec
  - Giuseppe Dordoni, italský olympijský vítěz v chůzi na 50 km († 24. října 1998)
- 1927
  - Boris Šilkov, sovětský rychlobruslař, olympijský vítěz († 27. června 2015)
  - Sherwood Rowland, americký chemik, Nobelova cena za chemii 1995 († 10. března 2012)
- 1929 – John McClure, americký hudební producent († 17. června 2014)
- 1930 – Itamar Franco, prezident Brazílie († 2. července 2011)
- 1931 – Geraldo Mattos, brazilský spisovatel († 23. března 2014)
- 1934
  - Michael Artin, americký matematik
  - Georges Wolinski, francouzský karikaturista († 7. ledna 2015)
- 1937 – Ahmed Jásin, spoluzakladatel palestinské polovojenské politické organizace Hamás († 22. března 2004)
- 1938 – Leon Panetta, americký demokratický politik a právník
- 1940 – Muhammad Yunus, bangladéšský ekonom, nositel Nobelovy ceny
- 1941
  - David Johnston, kanadský spisovatel a státník, generální guvernér Kanady
  - Karin Mossdalová, švédská bohemistka a překladatelka
- 1943
  - Helena Blehárová, slovenská zpěvačka
  - Ryszard Krynicki, polský básník, nakladatel a překladatel
  - Klaus von Klitzing, německý fyzik, nositel Nobelovy ceny
- 1946 – Robert Lynn Asprin, americký autor fantasy a science fiction literatury († 22. května 2008)
- 1948 – Kathy Bates, americká herečka
- 1949 – Marta Podhradská, slovenská básnířka, překladatelka a politička († 11. dubna 2023)
- 1952 – Pietro Mennea, italský sprinter, olympijský vítěz († 21. března 2013)
- 1954
  - Benoît Sokal, belgický výtvarník
  - Alice Krigeová, jihoafrická herečka
- 1955 – Vasile Andrei, rumunský reprezentant v zápase, olympijský vítěz
- 1956 – Alexander Lubocky, izraelský matematik, vědecký pracovník a politik
- 1957 – Georgi Parvanov, bulharský prezident
- 1960
  - Marek Jurek, polský politik
  - John Elway, hráč amerického fotbalu
  - Claudia Fontaine, britská zpěvačka
- 1961 – Leonard Orban, rumunský politik
- 1965 – John Medeski, americký hudebník
- 1966 – John Cusack, americký herec, producent a scenárista
- 1969
  - Lars Riedel, německý atlet, diskař
  - Ayelet Zurer, izraelská herečka

- 1971
  - Fabien Barthez, francouzský fotbalový brankář
  - Elon Musk, podnikatel a vynálezce z Jihoafrické republiky
- 1972 – Alessandro Nivola, americký herec
- 1973
  - Jorge Garcia, americký herec
  - Frost, norský black metalový bubeník
- 1978 – Bernd Thijs, belgický fotbalista
- 1979 – Felicia Day, americká herečka
- 1980 – Andrea Verešová, slovenská modelka
- 1981
  - Mara Santangelová, italská tenistka
  - Guillermo Martínez, kubánský atlet
- 1983
  - Juraj Halenár, slovenský fotbalista
  - Dmitrij Jakovenko, ruský šachový velmistr
- 1984 – Andrij Pjatov, ukrajinský fotbalový brankář
- 1987 – Karin Knappová, italská tenistka
- 1989 – Joe Kovacs, americký atlet, koulař
- 1991
  - Kevin De Bruyne, belgický fotbalista
  - Anželika Sidorovová, ruská skokanka o tyč
- 1993 – Elizabeth Feldsteinová, americká herečka
- 1994 – Husajn bin Abdalláh, jordánský korunní princ
- 2002 – Marta Kosťuková, ukrajinská tenistka

## Úmrtí

### Česko

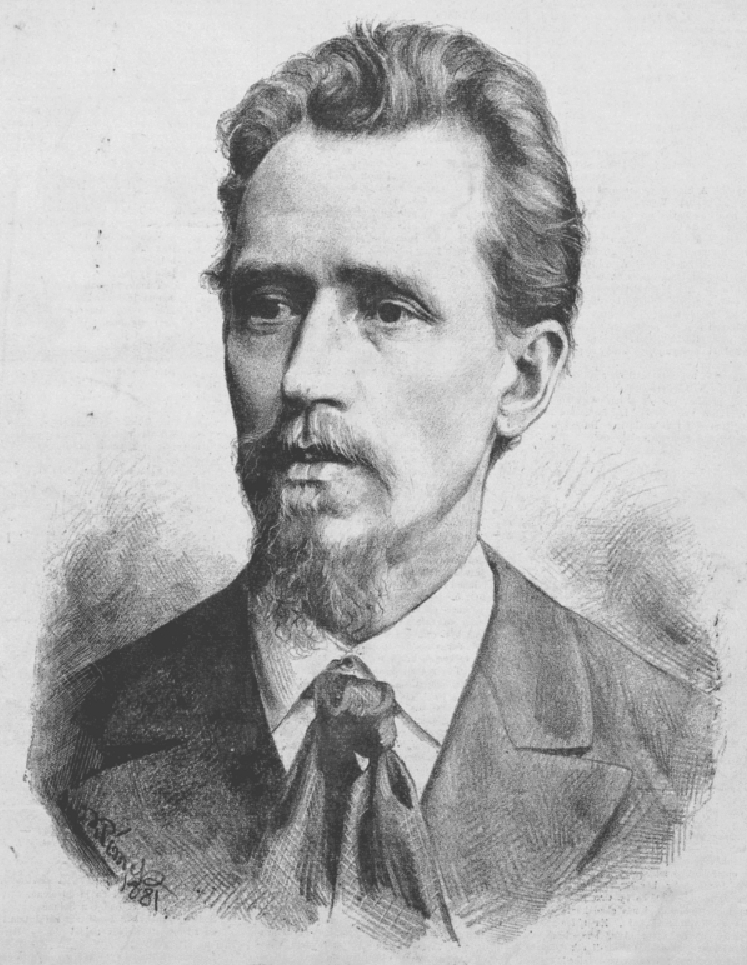
Josef Václav Sládek († 1912)

- 1509 – Jan Filipec, biskup a diplomat (* asi 1431)
- 1742 – Jan Josef Ignác Brentner, hudební skladatel (* 3. listopadu 1689)
- 1839 – Tomáš Fryčaj, kněz, národní buditel a spisovatel (* 20. června 1759)
- 1876 – August Wilhelm Ambros, hudební teoretik, kritik a skladatel (* 11. listopadu 1816)
- 1882 – František Čupr, český filozof, pedagog a politik (* 11. dubna 1821)
- 1891 – Josef Braun, učitel a spisovatel (* 11. července 1864)
- 1912 – Josef Václav Sládek, spisovatel (* 27. října 1845).
- 1914 – Žofie Chotková, česká šlechtična (* 1. března 1868)
- 1926 – Břetislav Bartoš, malíř (* 7. května 1893)
- 1943 – Ladislav Vácha, gymnasta (* 21. března 1899)
- 1945 – Alois Šmolík, československý konstruktér letadel (* 19. června 1897)
- 1947 – Stanislav Kostka Neumann, spisovatel (* 24. ledna 1884)
- 1952 – Jan Jiří Krejčí, československý politik, poslanec a senátor Národního shromáždění ČSR (* 7. března 1883)
- 1955 – Alexandr Podaševský, dirigent a skladatel ruského původu (* 11. března 1884)
- 1970 – Jan C. Vondrouš, rytec a grafik (* 5. červen 1875)
- 1980
  - Václav Jírů, fotograf a redaktor (* 31. července 1910)
  - Šimon Drgáč, československý generál (* 8. listopadu 1892)
- 1984
  - Milan Chladil, zpěvák (* 8. února 1931)
  - Bohumil Zlámal, teolog (* 21. prosince 1904)
- 1985
  - Oldřich J. Blažíček, historik umění (* 8. listopadu 1914)
  - Karel Pilař, houslař (* 30. října 1899)
- 1995 – Karel Urbánek, sbormistr a skladatel (* 27. dubna 1910)
- 2001 – Václav Zahradník, hudební skladatel a dirigent (* 29. ledna 1942)
- 2003 – Jiří Štorek, evangelický farář (* 11. července 1941)
- 2014 – Ivan Pfaff, historik, publicista a spisovatel (* 6. června 1925)
- 2017 – František Řehák, divadelní a filmový herec (* 4. října 1923)
- 2019 – František Čuba, agronom, pedagog a politik (* 23. ledna 1936)

### Svět
- 0767 – Pavel I., papež (* asi 700)

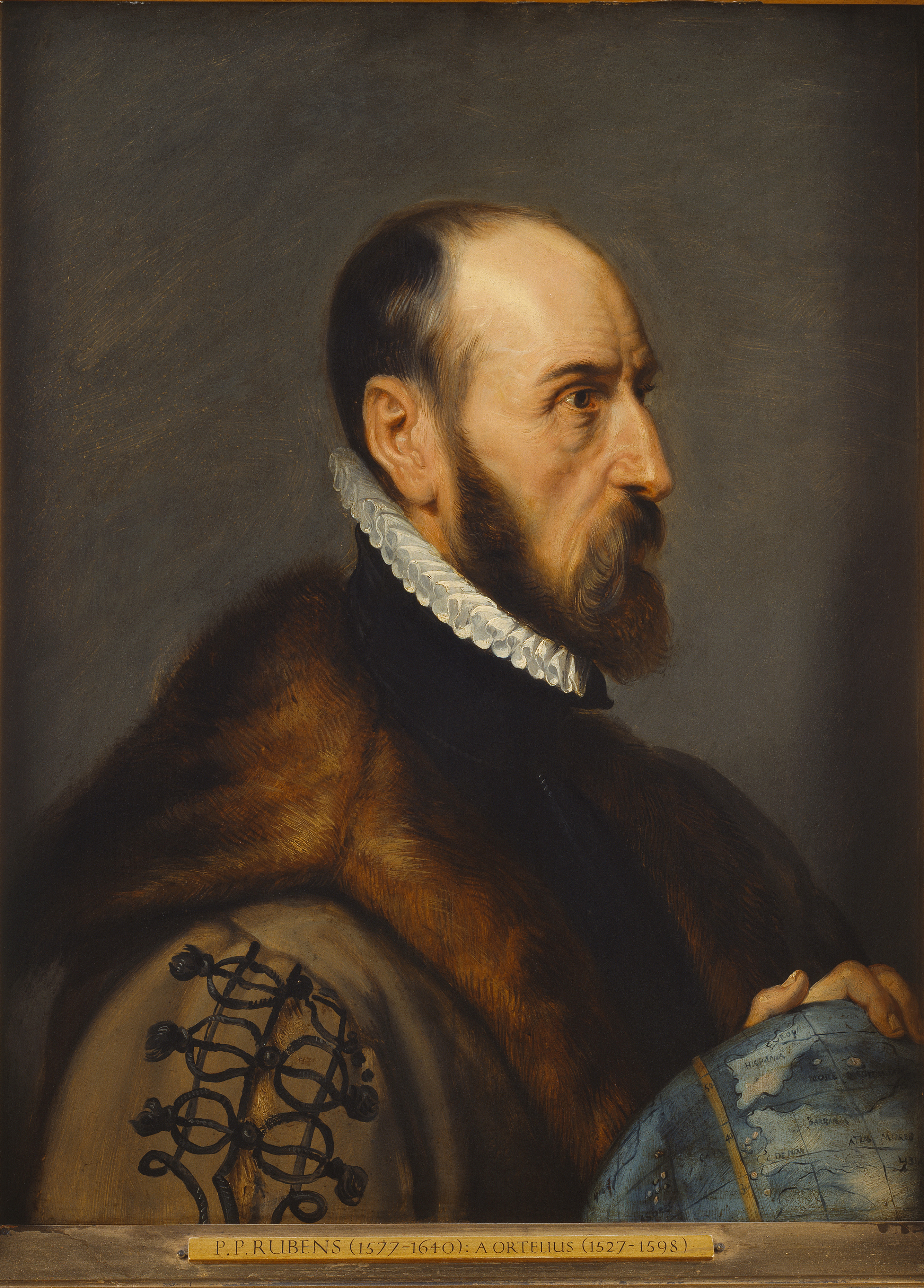
Abraham Ortelius († 1598)

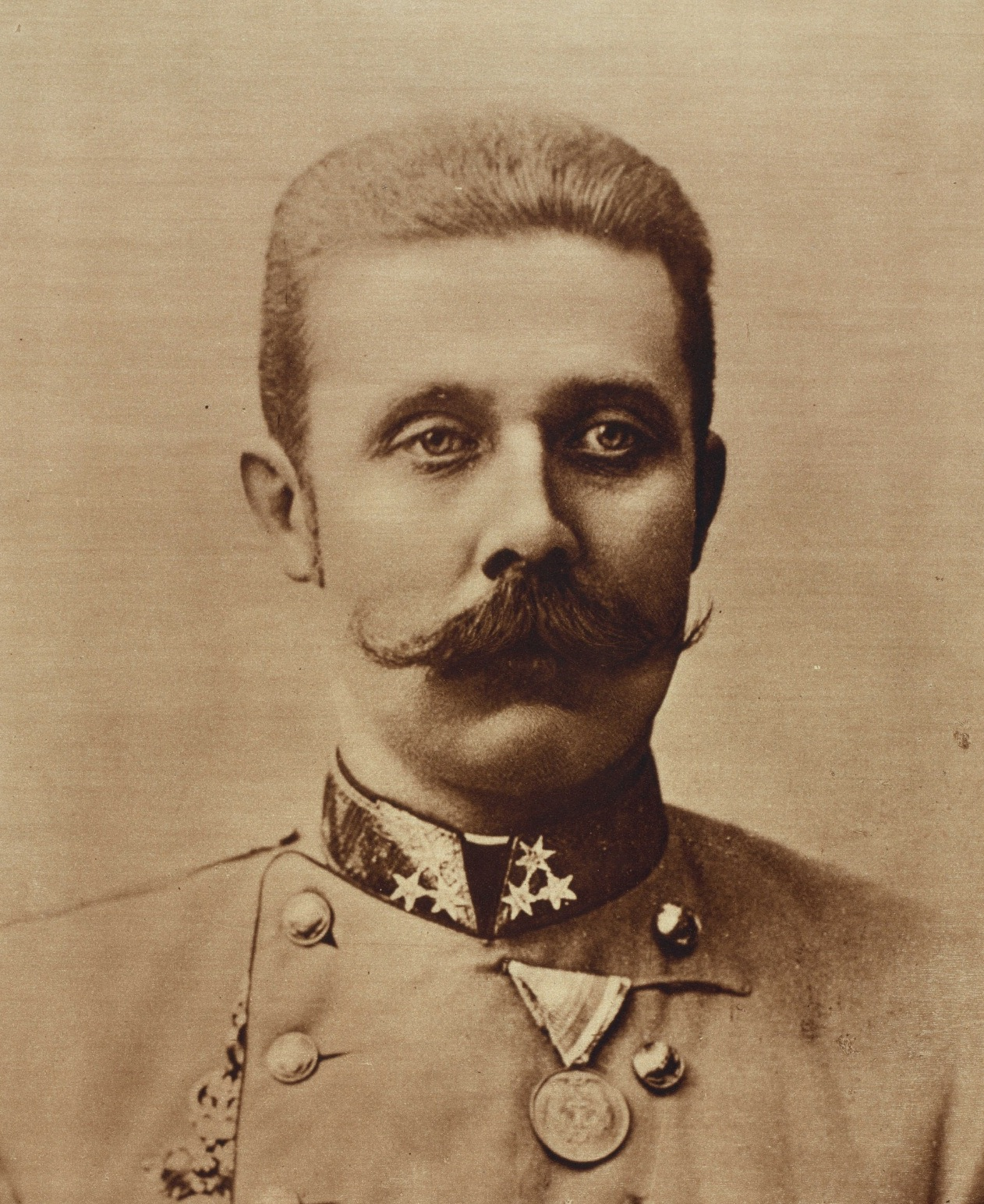
František Ferdinand d'Este († 1914)

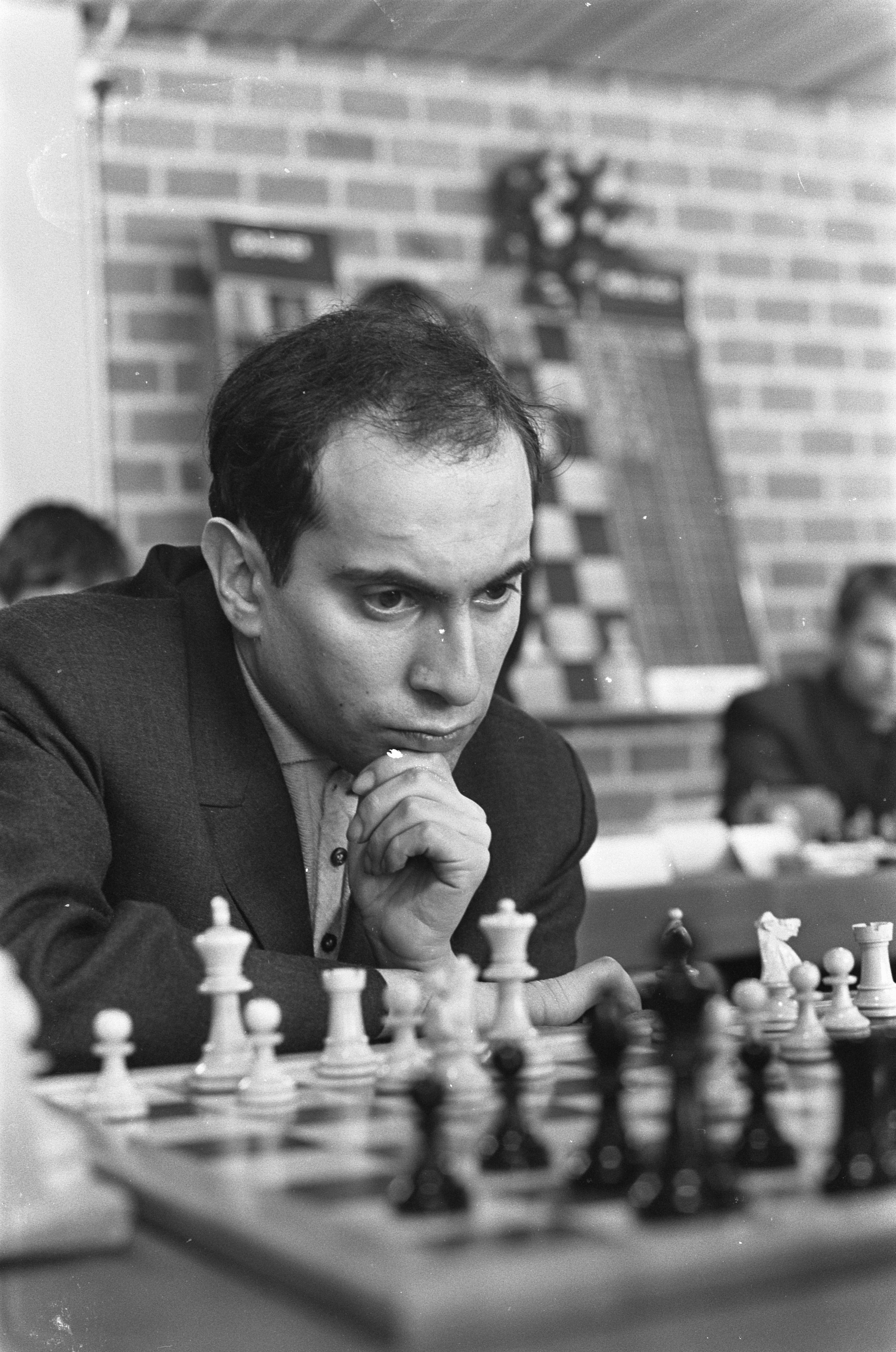
Michail Tal († 1992)

- 1189 – Matylda Anglická, princezna (* 1156)
- 1194 – Siao-cung, čínský císař říše Sung (* 27. listopadu 1127)
- 1232 – Vavřinec Doliveta, vratislavský biskup (* ?)
- 1345 – Sancha Mallorská, kalábrijská vévodkyně a neapolská královna jako manželka Roberta Moudrého (* 1285)
- 1385 – Andronikos IV., byzantský císař (* 1348)
- 1389 – Lazar Hrebeljanović, srbský vládce (* asi 1329)
- 1473 – Nicolaus Gerhaert van Leyden, holandský gotický sochař (* ?)
- 1527 – Rodrigo de Bastidas, španělský mořeplavec (* 1460)
- 1586 – Primož Trubar, slovinský protestantský reformátor (* 1508)
- 1598 – Abraham Ortelius, vlámský kartograf (* 14. dubna 1527)
- 1607 – Domenico Fontana, italský architekt, malíř a sochař (* 1543)
- 1631 – Guillén de Castro, španělský dramatik a herec (* 1569)
- 1640 – Kašpar z Questenberku, katolický teolog, opat Strahovského kláštera (* 1571)
- 1681 – Marie Angélique de Scorailles, milenka francouzského krále Ludvíka XIV. (* červenec 1661)
- 1714 – Daniel Papebroch, belgický jezuitský historik (* 17. března 1628)
- 1745 – Antoine Forqueray, francouzský hudební skladatel (* ? 1671)
- 1754 – Ludvig Holberg, dánsko-norský osvícenský dramatik a spisovatel (* 1684)
- 1813 – Gerhard von Scharnhorst, pruský generál (* 1755)
- 1836 – James Madison, čtvrtý prezident USA (* 1751)
- 1869 – Alexej Ivanovič Butakov, ruský mořeplavec a geograf (* 1816)
- 1891 – José Inzenga, španělský skladatel a folklorista (* 3. června 1828)
- 1914
  - František Ferdinand d'Este, rakousko-uherského trůnu a synovec císaře Františka Josefa I. (* 1863)
  - Žofia Chotková, manželka následníka trůnu arcivévody Františka Ferdinanda (* 1868)
- 1917 – Sven Berggren, švédský botanik (* 1837)
- 1922 – Velemir Chlebnikov, ruský básník a dramatik (* 1885)
- 1936 – Alexandr Berkman, rusko-americký anarchista (* 21. listopadu 1870)
- 1937
  - Ľudovít Csordák, slovenský akademický malíř (* 28. února 1864)
  - Max Adler, rakouský marxistický filozof (* 1873)
- 1940 – Italo Balbo, italský fašista, spolupracovník Benita Mussoliniho (* 6. června 1896)
- 1942 – Janka Kupala, běloruský spisovatel (* 7. července 1882)
- 1944 – Philippe Henriot, francouzský politik (* 1889)
- 1957 – Alfred Döblin, německý spisovatel a lékař (* 1878)
- 1968 – Fred Hultstrand, americký fotograf (* 13. září 1888)
- 1971
  - Martin Benka, slovenský malíř (* 1888)
  - Franz Stangl, velitel vyhlazovacích táborů Sobibor a Treblinka (* 26. března 1914)
- 1980 – José Iturbi, španělský klavírista a dirigent (* 28. listopadu 1895)
- 1981 – Terry Fox, sportovec postižený rakovinou kostí, kanadský národní hrdina (* 1958)
- 1982 – Adolf Portmann, švýcarský biolog a filozof (* 27. května 1897)
- 1984 – Jigael Jadin, archeolog a místopředseda vlády Izraele (* 21. března 1917)
- 1988 – Pavel Rosa, slovenský překladatel do esperanta (* 1906)
- 1992
  - Michail Tal, lotyšský šachový velmistr (* 1936)
  - Howard Roberts, americký kytarista (* 2. října 1929)
- 1993
  - Boris Christov, bulharský operní pěvec, bas (* 18. května 1914)
  - GG Allin, americký zpěvák (* 29. srpna 1956)
- 2004 – Aleksandr Spirkin, ruský marxistický filozof (* 24. prosince 1918)
- 2005 – Michael P. Murphy, americký poručík, držitel medaile cti (* 7. května 1976)
- 2007 – Kiiči Mijazawa, japonský politik (* 8. dubna 1919)
- 2008 – Ruslana Koršunovová, kazachstánská modelka (* 2. července 1987)
- 2010 – Bill Aucoin, americký manažer (* 29. prosince 1943)
- 2014 – Meshach Taylor, americký herec (* 11. dubna 1947)
- 2015 – Chris Squire, anglický hudebník a baskytarista (* 4. března 1948)
- 2020 – Marián Čišovský, slovenský fotbalista a trenér (* 2. listopadu 1979)
- 2021 – Vera Nikolićová, jugoslávská atletka, běžkyně na středních tratích (* 23. září 1948)

## Svátky
| 28. červen v pražském KlementinuÚdaje jsou platné k 29. 4. 2025. | 28. červen v pražském KlementinuÚdaje jsou platné k 29. 4. 2025. | 28. červen v pražském KlementinuÚdaje jsou platné k 29. 4. 2025. |
| minimum                                                          | denní průměr                                                     | maximum                                                          |
| ---------------------------------------------------------------- | ---------------------------------------------------------------- | ---------------------------------------------------------------- |
| 8,1 °C (1929)                                                    | 19,0 °C (od 1961)                                                | 35,0 °C (1994)                                                   |

### Česko
- Lubomír, Lubomíra
- Beáta, Beatus
- Serena, Serenus
- Svatomír

### Svět
- Ukrajina: Den ústavy Ukrajiny
- Bulharsko, Srbsko: Vidovdan